# مسجد بیت‌السمیع
مسجد بیت‌السمیع  (به آلمانی: Sami-Moschee) مسجدی در شهر هانوفر منطقه نیدرزاکسن آلمان که تنها مسجد دارای گنبد و مناره در هانوفر است." مسجد بیت‌السمیع با فضای ۲۸۰۰ مترمربع و گنجایش ۳۰۰ نفر متعلق به جنبش احمدیه می‌باشد. در هنگام ساخت مسجد با اعتراض اهالی آنجا مواجه بودند، این مسجد توسط خلیفه جامعه، میرزا مسرور احمد در سال ۲۰۰۸ در یک منطقه صنعتی افتتاح شد.